# Necramium gigantophyllum
Necramium es un género monotípico de plantas con flores pertenecientes a la familia Melastomataceae. Su única especie: Necramium gigantophyllum, es originaria de Sudamérica donde se distribuye por Venezuela. 

## Taxonomía
Necramium gigantophyllum fue descrita por Nathaniel Lord Britton y publicado en Bulletin of the Torrey Botanical Club 51: 7. 1924.